# Vogelzicht
Vogelzicht is een korenmolen in Kuitaart (eigenlijk Klein Kuitaart) in de Nederlandse provincie Zeeland.
De molen is in 1865 gebouwd door molenmakers uit het Belgische Sint-Niklaas. De molen werd voor de familie Van Jole gebouwd die de molen zeer lang in eigendom heeft gehad en later het eigendom heeft overgedragen aan de Stichting Molen Vogelzicht. Een lid van de familie laat sinds de laatste restauratie, die in 2002 en 2003 werd uitgevoerd, de molen regelmatig op vrijwillige basis draaien.
De roeden van de molen hebben een lengte van bijna 23 meter en zijn voorzien van het oudhollands hekwerk met zeilen. De molen is ingericht met twee koppels maalstenen en een haverpletter.